# День памяти Ататюрка, молодёжи и спорта
День памяти Ататюрка, молодёжи и спорта (тур. Atatürk'ü Anma, Gençlik ve Spor Bayramı) — официальный праздник в Турции и в частично признанной Турецкой Республике Северного Кипра, отмечаемый 19 мая. 

## История
Официальный праздник учреждён в память о выступлении Мустафы Кемаля Ататюрка перед турецкой молодёжью в городе Самсун 19 мая 1919 года, в котором он объявил мобилизацию против оккупационных войск. Этот день рассматривается в официальной турецкой историографии как начало турецкой войны за независимость. Известность получила фраза Ататюрка «Я родился 19 мая».
Праздник впервые отмечался 24 мая 1935 года как «День Ататюрка». В этот день в Стамбуле команды «Галатасарай» и «Фенербахче» совместно с другими спортсменами устроили день спорта. На спортивном конгрессе, который проходил через несколько месяцев, было предложено переименовать «День Ататюрка» в праздник «19 мая — Праздник молодежи и спорта». Конгресс это предложение поддержал. 20 июня 1938 года был принят закон о празднике «День молодежи и спорта», после чего праздник стал отмечаться ежегодно 19 мая. После государственного переворота 12 сентября 1980 года праздник получил новое официальное название «День памяти Ататюрка, молодежи и спорта».
19 мая по всей Турции традиционно проходят спортивные мероприятия и торжества. Улицы городов украшаются национальными флагами и портретами Ататюрка. Одним из центров торжеств становится город Самсун. Губернатору Самсуна вручается огромный «Флаг любви» с надписью «От молодёжи с любовью к Ататюрку», а он в свою очередь передаёт флаг молодым спортсменам. Они доставляют флаг из Самсуна в Анкару через Амасью, Токат, Сивас, Эрзинджан, Эрзурум, Кайсери, Невшехир, Кыршехир, Кырыккале и передают его президенту Турции.